# Anna Danilina
Anna Danilina (in russo Анна Данилина?; Mosca, 20 agosto 1995) è una tennista russa naturalizzata kazaka.

## Biografia
Professionista dal 2009, ha giocato per la Russia fino al 2011, dopodiché ha preso la cittadinanza kazaka.
Anna Danilina ha vinto 1 titolo in singolare e 28 titoli nel doppio nel circuito ITF in carriera. Il 14 settembre 2020 ha raggiunto il best ranking mondiale nel singolare, nr 269; il 9 gennaio 2023 ha raggiunto il miglior piazzamento mondiale nel doppio, n.10.
In doppio ha vinto 5 titoli WTA, il più importante dei quali è stato il WTA 500 di Sydney ottenuto con Beatriz Haddad Maia.
Nel doppio ha raggiunto la finale agli Australian Open 2022, in coppia con Beatriz Haddad Maia, e agli Open di Francia 2025, in coppia con Aleksandra Krunic. Inoltre con Haddad Maia, ha fatto il suo debutto a fine anno alle WTA Finals 2022, anche se sono state eliminate nel round robin.
Nel doppio misto ha vinto allo US Open 2023 in coppia con il finlandese Harri Heliövaara.

## Statistiche WTA

### Doppio

#### Vittorie (10)
| Legenda              |
| -------------------- |
| Grande Slam (0)      |
| Ori Olimpici (0)     |
| WTA Finals (0)       |
| WTA Elite Trophy (0) |
| Dal 2021             |
| WTA 1000 (1)         |
| WTA 500 (2)          |
| WTA 250 (7)          |

| N.  | Data              | Torneo                         | Superficie  | Compagna            | Avversarie in finale                 | Punteggio           |
| 1.  | 25 luglio 2021    | Poland Open, Gdynia            | Terra rossa | Lidzija Marozava    | Kateryna Bondarenko Katarzyna Piter  | 6–3, 6–2            |
| 2.  | 15 gennaio 2022   | Sydney International, Sydney   | Cemento     | Beatriz Haddad Maia | Vivian Heisen Panna Udvardy          | 4–6, 7–5, [10–8]    |
| 3.  | 31 luglio 2022    | Poland Open, Varsavia (2)      | Terra rossa | Anna-Lena Friedsam  | Katarzyna Kawa Alicja Rosolska       | 6–4, 5–7, [10–5]    |
| 4.  | 29 luglio 2023    | Hamburg European Open, Amburgo | Terra rossa | Aleksandra Panova   | Miriam Kolodziejová Angela Kulikov   | 6–4, 6–2            |
| 5.  | 7 gennaio 2024    | ASB Classic, Auckland          | Cemento     | Viktória Hrunčáková | Marie Bouzková Bethanie Mattek-Sands | 6–3, 6(5)–7, [10–8] |
| 6.  | 26 luglio 2024    | Iași Open, Iași                | Terra rossa | Irina Chromačëva    | Aleksandra Panova Jana Sizikova      | 6–4, 6–2            |
| 7.  | 15 settembre 2024 | Guadalajara Open, Guadalajara  | Cemento     | Irina Chromačëva    | Oksana Kalašnikova Kamilla Rachimova | 2–6, 7–5, [10–7]    |
| 8.  | 22 settembre 2024 | Thailand Open, Hua Hin         | Cemento     | Irina Chromačëva    | Eudice Chong Moyuka Uchijima         | 6–4, 7–5            |
| 9.  | 13 ottobre 2024   | Wuhan Open, Wuhan              | Cemento     | Irina Chromačëva    | Asia Muhammad Jessica Pegula         | 6–3, 7–6(6)         |
| 10. | 28 giugno 2025    | Eastbourne Open, Eastbourne    | Erba        | Marie Bouzková      | Hsieh Su-wei Maya Joint              | 6-4, 7-5            |

#### Sconfitte (9)
| Legenda              |
| -------------------- |
| Grande Slam (2)      |
| Argenti Olimpici (0) |
| WTA Finals (0)       |
| WTA Elite Trophy (0) |
| Dal 2021             |
| WTA 1000 (1)         |
| WTA 500 (2)          |
| WTA 250 (4)          |

| N. | Data            | Torneo                             | Superficie  | Compagna            | Avversarie in finale                  | Punteggio              |
| 1. | 30 gennaio 2022 | Australian Open, Melbourne         | Cemento     | Beatriz Haddad Maia | Barbora Krejčíková Kateřina Siniaková | 7–6(3), 4–6, 4–6       |
| 2. | 27 agosto 2022  | Tennis in the Land, Cleveland      | Cemento     | Aleksandra Krunić   | Nicole Melichar-Martinez Ellen Perez  | 5–7, 3–6               |
| 3. | 23 ottobre 2022 | Guadalajara Open, Guadalajara      | Cemento     | Beatriz Haddad Maia | Storm Sanders Luisa Stefani           | 6(4)–7, 7–6(2), [8–10] |
| 4. | 24 maggio 2024  | Marocco Open, Rabat                | Terra rossa | Xu Yifan            | Irina Chromačëva Jana Sizikova        | 3–6, 2–6               |
| 5. | 20 luglio 2024  | Hungarian Grand Prix, Budapest     | Terra rossa | Irina Chromačëva    | Katarzyna Piter Fanny Stollár         | 3–6, 6–3, [3–10]       |
| 6. | 2 marzo 2025    | Mérida Open, Mérida                | Cemento     | Irina Chromačëva    | Katarzyna Piter Mayar Sherif          | 6(2)–7, 5–7            |
| 7. | 8 giugno 2025   | Open di Francia, Parigi            | Terra rossa | Aleksandra Krunić   | Sara Errani Jasmine Paolini           | 4–6, 6–2, 1–6          |
| 8. | 15 giugno 2025  | Queen's Club Championships, Londra | Erba        | Diana Šnajder       | Asia Muhammad Demi Schuurs            | 5-7, 7-6(3), [4–10]    |
| 9. | 22 giugno 2025  | Nottingham Open, Nottingham        | Erba        | Ena Shibahara       | Beatriz Haddad Maia Laura Siegemund   | 3-6, 2-6               |

### Doppio misto

#### Vittorie (1)
| Legenda                 |
| ----------------------- |
| Australian Open (0)     |
| Open di Francia (0)     |
| Torneo di Wimbledon (0) |
| US Open (1)             |
| Ori Olimpici (0)        |

| N. | Anno             | Torneo            | Superficie | Compagno         | Avversari in finale            | Punteggio |
| 1. | 9 settembre 2023 | US Open, New York | Cemento    | Harri Heliövaara | Jessica Pegula Austin Krajicek | 6–3, 6–4  |

## Circuito WTA 125

### Doppio

#### Vittorie (3)
| N. | Data           | Torneo                   | Superficie  | Compagna         | Avversarie in finale                    | Punteggio            |
| 1. | 20 maggio 2023 | Trophée Clarins, Parigi  | Terra rossa | Vera Zvonarëva   | Nadiia Kičenok Alycia Parks             | 5–7, 7–6(2), [14–12] |
| 2. | 18 maggio 2024 | Parma Ladies Open, Parma | Terra rossa | Irina Chromačëva | Ingrid Gamarra Martins Elixane Lechemia | 6–1, 6–2             |
| 3. | 8 giugno 2024  | Open delle Puglie, Bari  | Terra rossa | Irina Chromačëva | Angelica Moratelli Renata Zarazúa       | 6–1, 6–3             |

#### Sconfitte (1)
| N. | Data             | Torneo                          | Superficie  | Compagna          | Avversarie in finale            | Punteggio |
| 1. | 10 dicembre 2023 | Open Angers Arena Loire, Angers | Cemento (i) | Aleksandra Panova | Cristina Bucșa Monica Niculescu | 1–6, 3–6  |

## Statistiche ITF

### Singolare

#### Vittorie (1)
| Torneo $100.000 (0) |
| Torneo $80.000 (0)  |
| Torneo $75.000 (0)  |
| Torneo $60.000 (0)  |
| Torneo $50.000 (0)  |
| Torneo $40.000 (0)  |
| Torneo $25.000 (0)  |
| Torneo $15.000 (0)  |
| Torneo $10.000 (1)  |

| N. | Data           | Torneo                           | Superficie  | Avversaria in finale | Punteggio      |
| 1. | 30 aprile 2012 | Wiesbaden Tennis Open, Wiesbaden | Terra rossa | Laura Siegemund      | 7–6(2), 7–6(4) |

#### Sconfitte (5)
| Torneo $100.000 (0) |
| Torneo $80.000 (0)  |
| Torneo $75.000 (0)  |
| Torneo $60.000 (0)  |
| Torneo $50.000 (0)  |
| Torneo $40.000 (0)  |
| Torneo $25.000 (5)  |
| Torneo $15.000 (0)  |
| Torneo $10.000 (0)  |

| N. | Data              | Torneo                                                           | Superficie  | Avversaria in finale | Punteggio        |
| 1. | 17 settembre 2012 | Shymkent Womens, Şımkent                                         | Cemento     | Kateryna Kozlova     | 3–6, 6–4, 4–6    |
| 2. | 2 settembre 2018  | Almaty Womens, Almaty                                            | Cemento     | Julija Hatouka       | 4–6, 7–6(1), 2–6 |
| 3. | 26 maggio 2019    | Internazionali Femminili di Tennis Città di Caserta, Caserta     | Terra rossa | Varvara Gračëva      | 3–6, 5–7         |
| 4. | 4 agosto 2019     | Torneo Internazionale Femminile Città di Sezze, Sezze            | Terra rossa | Stefania Rubini      | 4–6, 1–6         |
| 5. | 12 settembre 2021 | Open International de Saint-Palais-sur-Mer, Saint-Palais-sur-Mer | Terra rossa | Amandine Hesse       | 3–6, 4–6         |

### Doppio

#### Vittorie (28)
| Torneo $100.000 (4) |
| Torneo $80.000 (1)  |
| Torneo $75.000 (0)  |
| Torneo $60.000 (5)  |
| Torneo $50.000 (0)  |
| Torneo $40.000 (1)  |
| Torneo $25.000 (15) |
| Torneo $15.000 (0)  |
| Torneo $10.000 (2)  |

| N.  | Data              | Torneo                                                           | Superficie  | Compagna             | Avversarie in finale                   | Punteggio           |
| 1.  | 17 ottobre 2011   | Almaty Womens, Almaty                                            | Cemento (i) | Kamila Kerimbajeva   | Nikola Fraňková Zalina Khairudinova    | 6–3, 6–1            |
| 2.  | 24 giugno 2013    | Rolls Royce Women's Cup Kristinehamn, Kristinehamn               | Terra rossa | Ol'ga Dorošina       | Julia Cohen Alizé Lim                  | 7–5, 6–3            |
| 3.  | 3 marzo 2014      | Astana Womens, Astana                                            | Cemento (i) | Ol'ga Dorošina       | Aleksandra Grinčišina Kateryna Sliusar | 6–3, 7–6(4)         |
| 4.  | 26 maggio 2014    | Moscow Open, Mosca                                               | Terra rossa | Xenia Knoll          | Ekaterina Byčkova Evgenija Rodina      | 6–3, 6–2            |
| 5.  | 1º settembre 2014 | Summer Cup, Mosca                                                | Terra rossa | Xenia Knoll          | Valentina Ivachnenko Julija Kalabina   | 6–1, 4–6, [10–6]    |
| 6.  | 2 giugno 2018     | Naples Women's Pro Circuit, Naples                               | Terra verde | Genevieve Lorbergs   | Rasheeda McAdoo Katerina Stewart       | 6–3, 1–6, [11–9]    |
| 7.  | 21 luglio 2018    | President's Cup, Astana                                          | Cemento     | Berfu Cengiz         | Akgul Amanmuradova Ekaterine Gorgodze  | 3–6, 6–3, [10–7]    |
| 8.  | 20 ottobre 2018   | Florence Open, Florence                                          | Cemento     | Ulrikke Eikeri       | Tara Moore Conny Perrin                | 6(9)–7, 6–2, [10–8] |
| 9.  | 1º giugno 2019    | Torneo Internazionale Femminile Città di Grado, Grado            | Terra rossa | Réka Luca Jani       | Akgul Amanmuradova Cristina Dinu       | 6–2, 6–3            |
| 10. | 23 giugno 2019    | Swedish Ladies Ystad, Ystad                                      | Terra rossa | Emily Arbuthnott     | Lina Ǵorčeska Anastasija Komardina     | 3–6, 6–2, [10–4]    |
| 11. | 3 agosto 2019     | Torneo Internazionale Femminile Città di Sezze, Sezze            | Terra rossa | Ekaterina Jašina     | Nuria Brancaccio Federica Sacco        | 7–5, 6–4            |
| 12. | 5 ottobre 2019    | LTP Charleston Pro Tennis, Charleston                            | Terra verde | Ingrid Neel          | Vladica Babić Caitlin Whoriskey        | 7–5, 6–4            |
| 13. | 12 ottobre 2019   | The Shipyard Cup, Hilton Head Island                             | Terra verde | Ingrid Neel          | Katherine Fahey Elizabeth Halbauer     | 6–3, 6–2            |
| 14. | 19 ottobre 2019   | Waco Showdown, Waco                                              | Cemento     | Vladica Babić        | Savannah Broadus Vanessa Ong           | 6–3, 6–2            |
| 15. | 10 aprile 2021    | Bellinzona Ladies Open, Bellinzona                               | Terra rossa | Ekaterine Gorgodze   | Rebecca Marino Yuki Naito              | 7–5, 6–3            |
| 16. | 1º maggio 2021    | Boyd Tinsley Women's Clay Court Classic, Charlottesville         | Terra verde | Arina Rodionova      | Erin Routliffe Aldila Sutjiadi         | 6–1, 6–3            |
| 17. | 18 giugno 2021    | Open Porte du Hainaut, Denain                                    | Terra rossa | Valerija Strachova   | Dalma Gálfi Paula Ormaechea            | 7–5, 3–6, [10–4]    |
| 18. | 11 luglio 2021    | Grand Est Open 88, Contrexéville                                 | Terra rossa | Ulrikke Eikeri       | Dalma Gálfi Kimberley Zimmermann       | 6–0, 1–6, [10–4]    |
| 19. | 1º agosto 2021    | Reinert Open, Versmold                                           | Terra rossa | Valerija Strachova   | Mirjam Björklund Jaimee Fourlis        | 4–6, 7–5, [10–4]    |
| 20. | 10 settembre 2021 | Open International de Saint-Palais-sur-Mer, Saint-Palais-sur-Mer | Terra rossa | Valerija Strachova   | Audrey Albié Léolia Jeanjean           | 6(7)–7, 6–2, [10–4] |
| 21. | 27 novembre 2021  | Al Habtoor Tennis Challenge, Dubai                               | Cemento     | Viktória Kužmová     | Angelina Gabueva Anastasija Zacharova  | 4–6, 6–3, [10–2]    |
| 22. | 25 dicembre 2021  | NECC ITF International Women's Tournament, Pune                  | Cemento     | Valerija Strachova   | Funa Kozaki Misaki Matsuda             | 6–0, 2–6, [10–5]    |
| 23. | 11 giugno 2022    | Engie Open de Biarritz, Biarritz                                 | Terra rossa | Valerija Strachova   | María Carlé Marija Timofeeva           | 2–6, 6–3, [14–12]   |
| 24. | 17 giugno 2022    | Open ITF Arcadis Brezo Osuna, Madrid                             | Cemento     | Anastasija Tichonova | Lu Jiajing You Xiaodi                  | 6–4, 6–2            |
| 25. | 10 luglio 2022    | Reinert Open, Versmold                                           | Terra rossa | Arianne Hartono      | Ankita Raina Rosalie van der Hoek      | 6(4)–7, 6–4, [10–6] |
| 26. | 14 agosto 2022    | Koser Jewelers Pro Circuit Tennis Challenge, Landisville         | Cemento     | Sophie Chang         | Han Na-lae Jang Su-jeong               | 2–6, 7–6(4), [11–9] |
| 27. | 17 settembre 2022 | Jablonec nad Nisou Open, Jablonec nad Nisou                      | Terra rossa | Valerija Strachova   | Lena Papadakis Anna Sisková            | 7–5, 6–1            |
| 28. | 4 marzo 2023      | BeeTV Women's, Astana                                            | Cemento (i) | Iryna Šymanovič      | Han Na-lae Jang Su-jeong               | 6–4, 6(8)–7, [10–7] |

#### Sconfitte (12)
| Torneo $100.000 (1) |
| Torneo $80.000 (1)  |
| Torneo $75.000 (0)  |
| Torneo $60.000 (3)  |
| Torneo $50.000 (0)  |
| Torneo $40.000 (0)  |
| Torneo $25.000 (7)  |
| Torneo $15.000 (0)  |
| Torneo $10.000 (0)  |

| N.  | Data              | Torneo                                                 | Superficie  | Compagna           | Avversarie in finale                     | Punteggio           |
| 1.  | 15 novembre 2013  | Pavlov Cup, Minsk                                      | Cemento (i) | Ol'ga Dorošina     | Ilona Kramen' Aljaksandra Sasnovič       | 6(3)–7, 0–6         |
| 2.  | 21 giugno 2014    | Swedish Ladies Ystad, Ystad                            | Terra rossa | Xenia Knoll        | Nastja Kolar Yvonne Neuwirth             | 6(3)–7, 6–3, [6–10] |
| 3.  | 30 giugno 2018    | Båstad Ladies, Båstad                                  | Terra rossa | Karin Kennel       | Chen Pei-hsuan Wu Fang-hsien             | 5–7, 6–1, [5–10]    |
| 4.  | 4 agosto 2018     | AEGON Pro Series Woking, Woking                        | Cemento     | Emily Arbuthnott   | Dalma Gálfi Valentini Grammatikopoulou   | 0–6, 6–4, [9–11]    |
| 5.  | 28 ottobre 2018   | Tennis Classic of Macon, Macon                         | Cemento     | Ingrid Neel        | Caty McNally Jessica Pegula              | 1–6, 7–5, [9–11]    |
| 6.  | 9 novembre 2018   | Harold A. Miller Women's Tennis Tournament, Lawrence   | Cemento (i) | Ksenija Laskutova  | Vladica Babić Ena Shibahara              | 4–6, 2–6            |
| 7.  | 14 luglio 2019    | Open 88 Contrexéville, Contrexéville                   | Terra rossa | Eva Wacanno        | Georgina García Pérez Oksana Kalašnikova | 3–6, 3–6            |
| 8.  | 17 agosto 2019    | Leipzig Open, Lipsia                                   | Terra rossa | Vivian Heisen      | Petra Krejsová Jesika Malečková          | 6–4, 3–6, [6–10]    |
| 9.  | 28 settembre 2019 | Oeste Ladies Open, Caldas da Rainha                    | Cemento     | Vivian Heisen      | Jessika Ponchet Isabella Šinikova        | 1–6, 3–6            |
| 10. | 2 novembre 2019   | Centenario Open, Asunción                              | Terra rossa | Conny Perrin       | Andrea Gámiz Georgina García Pérez       | 4–6, 6–3, [3–10]    |
| 11. | 9 novembre 2019   | Copa LP Chile Hacienda Chicureo, Colina                | Terra rossa | Conny Perrin       | Hayley Carter Luisa Stefani              | 7–5, 3–6, [6–10]    |
| 12. | 1º gennaio 2022   | Ganesh Naik ITF Women's Tennis Tournament, Navi Mumbai | Cemento     | Valerija Strachova | Jibek Kulambaeva Diāna Marcinkēviča      | 3–6, 6–4, [6–10]    |